# Djalingo (Mokolo)
Pour les articles homonymes, voir Djalingo.
 Djalingo est un village du Cameroun situé dans le département du Mayo-Tsanaga et la Région de l'Extrême-Nord. Il fait partie de la commune de Mokolo.

## Population
En 1966-1967, la localité comptait 793 habitants, d'origines diverses : Peuls, Kapsiki, Kola, Hina, Guiziga.
En 2005, lors du recensement général de la population et de l'habitat, on y a dénombré 2 788 habitants.